# Legousia hybrida
Legousia hybrida es una especie de la familia de las campanuláceas.

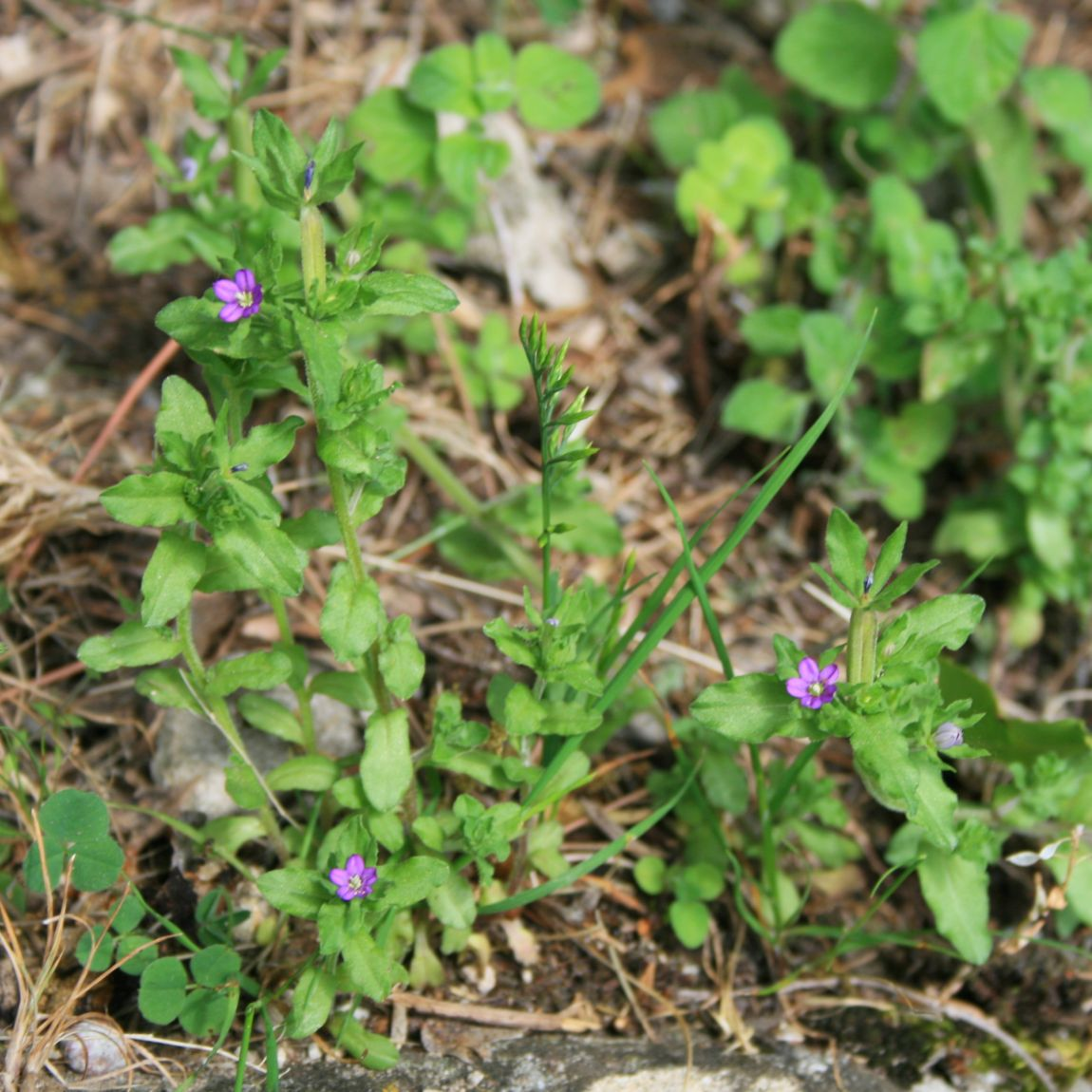
Vista general de la planta

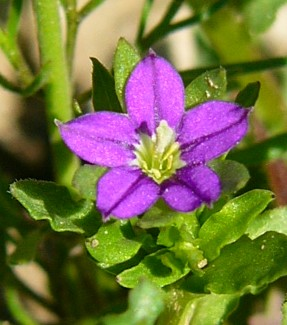
Detalle de la flor

## Descripción
Planta anual, hirsuta de hasta 35 cm, de hojas oblongas a estrecho-obovadas con margen muy ondulado, las inferiores pecioladas, las superiores sentadas. Flores amoratdas a lila, en pequeñas inflorescencias terminales. Corola de 8-15 mm, la mitad de largo que los lóbulos calicinos, estrechos. Cápsula cilíndrica, de hasta 3 cm, con lóbulos erectos. Florece en primavera y verano.

## Hábitat
Campos de labrantío, terreno cultivado.

## Distribución
Oeste y sur de Europa; casual en partes del norte y centro.

## Taxonomía
Legousia hybrida fue descrita por (L.) Delarbre y publicado en Flore d'Auvergne ed. 2: 47. 1800.
Etimología
Legousia: nombre genérico otorgado en honor de Bénigne Le Gouz de Gerland (1695-1773), político e historiador, "Gand-Bailli du Dijonnois", académico honorario de la Academia de Dijón y fundador, en 1771, del Jardín Botánico de la ciudad.
hybrida: epíteto latino que significa "híbrida".
Sinonimia
- Campanula hybrida L.
- Campanula spuria Pall. ex Schult.
- Legousia balearica Sennen
- Legousia conferta (Moench) Samp.
- Legousia parviflora Gray
- Legousia speculum-veneris var. maroccana Pau & Font Quer
- Pentagonia hybrida (L.) Kuntze
- Prismatocarpus confertus Moench
- Prismatocarpus hybridus (L.) L'Hér.
- Specularia calycina Lojac.
- Specularia conferta (Moench) E.H.L.Krause
- Specularia hybrida (L.) A.DC.
- Specularia parviflora (Gray) St.Lag.[4][5]